# 法政大学沖縄文化研究所

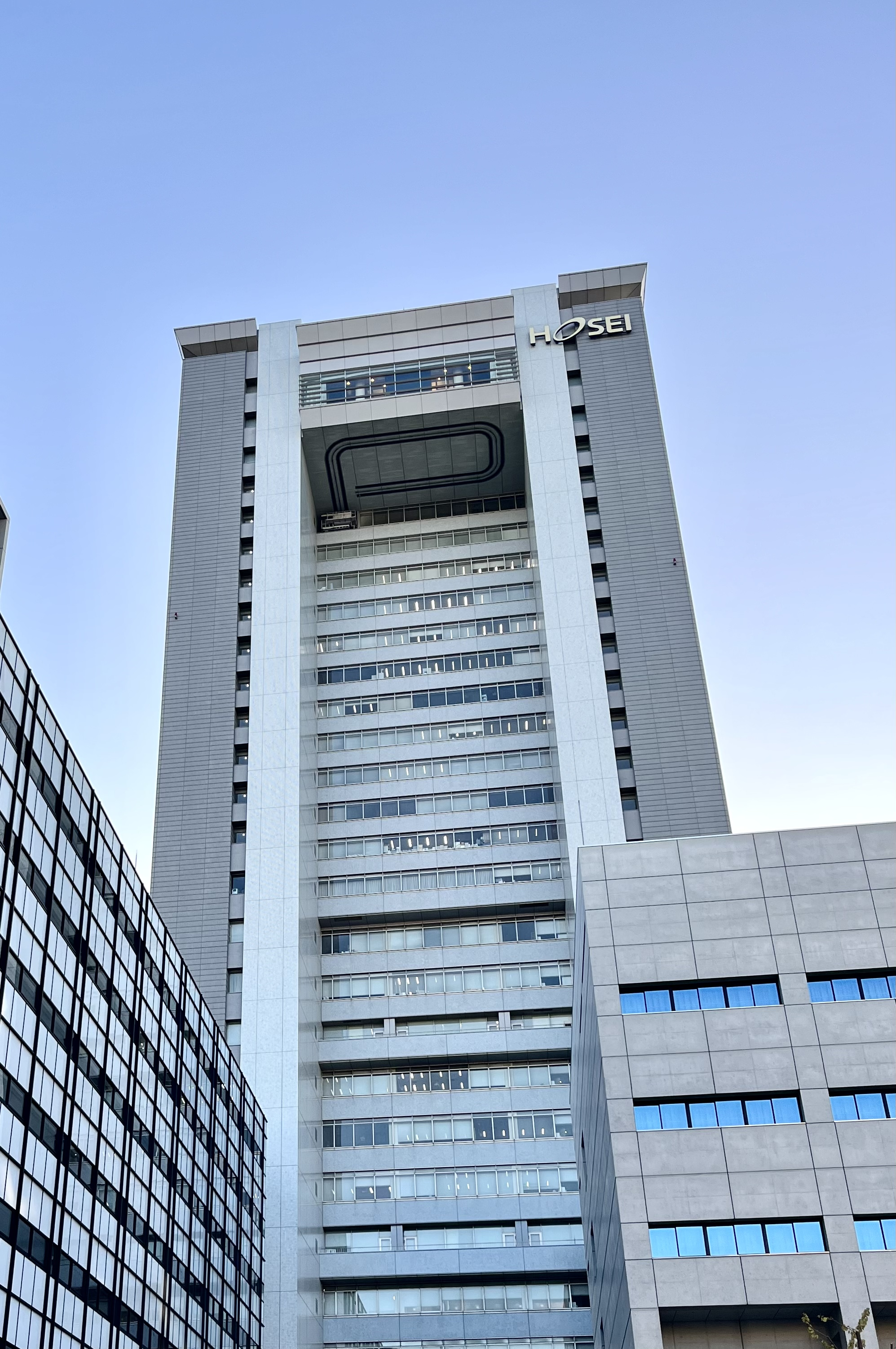
法政大学沖縄文化研究所が設置されているボアソナード・タワー

法政大学沖縄文化研究所（ほうせいだいがくおきなわぶんかけんきゅうじょ、Hosei University Institute for OkinawaStudies ）は、法政大学付属の研究機関で、首都圏における沖縄研究の中心的役割を担っている。

## 概要
沖縄返還まもない1972年7月に設立。初代所長は中村哲。2024年現在の所長は明田川融。
設立の直接的な契機は、中野好夫が主宰していた「沖縄資料センター」所蔵資料を無償で法政大学に移管されたことによる。
発足時は港区の法政大学麻布校舎2階にあったが、1981年に市ヶ谷キャンパスの富士見校舎を経て、2000年に現在の建物へ移転した。
琉球弧（奄美・沖縄・宮古・八重山）の文化をその周辺地域の中に位置づけ、歴史学、言語学、民俗学、文学、考古学などの諸分野から総合的に研究し、その特質を明らかにすることを目的とし、沖縄研究の拠点として、国内外の研究者を結ぶ情報ネットワークセンターとしての役割も果たしている。
琉球王国、琉球文学関連の資料を多く蒐集しており、研究者では伊波普猷直筆資料の他に、仲原善忠・金城朝永・横山重資料、また楚南家文書、琉球古文書資料、尚家文書（複写資料）などを所蔵している。

## 所在地
- 東京都千代田区富士見2-17-1（法政大学市ケ谷キャンパス ボアソナード・タワー21階）